# جبل شجاع (حارة)

تعديل مصدري - تعديل

جبل شجاع هي إحدى حارات حي الظهار بمدينة إب اليمنية، بلغ تعداد سكانها 2263 نسمة حسب تعداد اليمن لعام 2004.